# Gommiswald
Gommiswald (toponimo tedesco; fino al 1913 anche Gauen) è un comune svizzero di 5 657 abitanti del Canton San Gallo, nel distretto di See-Gaster.

## Geografia fisica
Il comune è posto su un pendio a valle del passo del Ricken da cui si gode di un'ampia vista sulla pianura della Linth, sul lago di Zurigo e sulle montagne del Glanerland. Nel territorio comunale sorgono i monti Klosterberg, Rittmarren e Regelstein.

## Storia

Gommiswald nel 1957

Nel 1803 Gommiswald divenne un comune indipendente e venne annesso al nuovo Canton San Gallo. All'inizio il paese comprendeva anche il villaggio di Ernetschwil, che poi divenne a sua volta un comune indipendente nel 1807. Il paese cominciò ad acquistare una certa importanza quando tra il 1785 e il 1788 venne realizzata una strada che lo attraversava, collegando il paese di Kaltbrunn, situato a valle, con il passo del Ricken; inoltre tra nel 1830 venne realizzata una strada che collegava il paese al villaggio di Uznach, anch'esso situato a valle. Le strade si uniscono presso la chiesa parrocchiale di San Giacomo. Il 1º gennaio 2013 ha inglobato i comuni soppressi di Ernetschwil e Rieden.

## Monumenti e luoghi d'interesse
- Chiesa parrocchiale di San Giacomo, eretta nel 1500[3]  e ricostruita nel 1789[senza fonte];
- Cappella dedicata dei Santi Felice e Regola a Üetliburg, costruita nel 1676[3].
- Convento di Berg Sion a Üetliburg, monastero di suore premostratensi situato sulla collina Buchholz, fondato nel 1761 da Josef Helg[3][6];
- Cappella di Sant'Antonio da Padova a Giegen[senza fonte].

## Società

### Evoluzione demografica
L'evoluzione demografica è riportata nella seguente tabella:
Abitanti censiti

### Religione
Gommiswald è un paese a maggioranza cattolica. All'inizio Gommiswald era sotto la giurisdizione di Benken, finché nell'XI secolo la stessa passò sotto Schänis. Un documento pontificio del 1178 attesta che il convento femminile di Schänis aveva i diritti di decima su Gommiswald. Nel 1500 Gommiswald si separò da Benken diventando una parrocchia indipendente.

## Geografia antropica

### Frazioni
Le frazioni di Gommiswald sono:
- Attenbach
- Ernetschwil[8]
  - Freudwil
  - Häblingen
  - Gebertingen
  - Hof

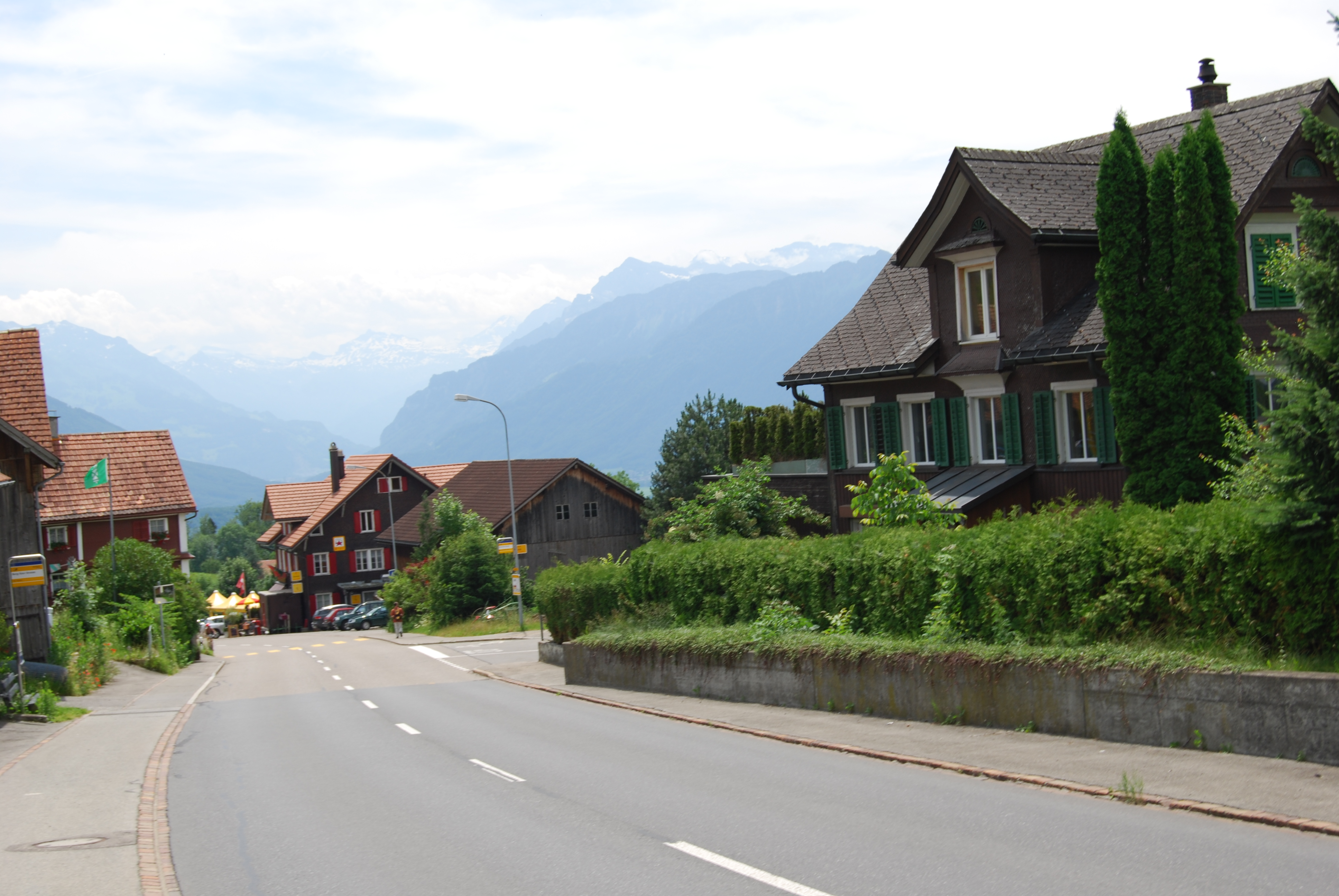
Üetliburg

  - Ricken (che si estende anche nel limitrofo comune di Wattwil)[4]
  - Schümberg
  - Schwarzholz
- Giegen
- Ottenhofen
- Ramendingen
- Rieden[9]
- Schubingen
- Üetliburg

## Economia
A partire dagli anni 1960, in seguito alla realizzazione di un impianto sciistico, di una piscina, di campi da tennis e di svariati sentieri escursionistici, il paese divenne una meta turistica e una località residenziale con rilevante pendolarismo in uscita verso l'area metropolitana di Zurigo.

## Infrastrutture e trasporti
Gommiswald è servito dalle strade principali 8 e 427.